# Fagundes (kommun)
Fagundes är en kommun i Brasilien.   Den ligger i delstaten Paraíba, i den östra delen av landet, 1 600 km nordost om huvudstaden Brasília. Antalet invånare är 11 409.
Följande samhällen finns i Fagundes:
- Fagundes

Omgivningarna runt Fagundes är huvudsakligen savann. Runt Fagundes är det ganska glesbefolkat, med 43 invånare per kvadratkilometer.